# Gwen John
Gwen John, née Gwendolen Mary John à Haverfordwest le 22 juin 1876 et morte à Dieppe le 18 septembre 1939, est une peintre britannique.
Active en France de 1904 à 1939, sa peinture est essentiellement celle de portraits de femmes anonymes peints dans des camaïeux de tons sourds. Éclipsée de son vivant par la célébrité de son frère, le peintre Augustus John, son œuvre est redécouvert à partir des années 1950. Elle est considérée en Grande-Bretagne comme une des artistes les plus importantes du début du XXe siècle.

## Biographie
La mère de Gwen John, aquarelliste amateure, meurt en 1884. Son père notaire élève ses quatre enfants, Thornton, Gwen, son plus jeune frère le peintre Augustus John (1878-1961) et sa sœur Winifrid.
Elle étudie à la Slade School of Fine Art de Londres — école novatrice ouverte aux femmes depuis 1871 — de 1895 à 1898. Elle y est encouragée à copier les maîtres anciens.
En 1900, elle expose pour la première fois à Londres au New English Art Club.

### Relation avec Rodin
Gwen John vient en France en 1904, avec son amie Dorelia McNeill (en), pour rejoindre Rome depuis Bordeaux dans une forme de voyage initiatique qui se termine à Toulouse. À Paris, Gwen John est introduite dans l'entourage d'Auguste Rodin par son amie Hilda Flodin, avec qui elle vit une relation décrite comme intense et érotique,,. 
Gwen John pose pour Rodin, notamment pour la Muse Whistler nue, bras coupés (1908), projet de monument au peintre Whistler, et pour une série d'études d'après sa tête. 
Prise d'un « amour sans mesure » pour Rodin dont elle devient la maîtresse, elle lui écrit près de 1 000 lettres. Rodin finira par installer un barrage de secrétaires et de concierges, menés par la duchesse de Choiseul, la nouvelle maîtresse de Rodin, pour l'empêcher d'approcher le sculpteur. Cependant, Rodin lui viendra toujours en aide jusqu'en 1914 et l'encourage à travailler.
En 1995, une exposition était consacrée à Rodin, Whistler et la Muse à Paris au Grand Palais.

Œuvres pour lesquelles Gwen John a posé
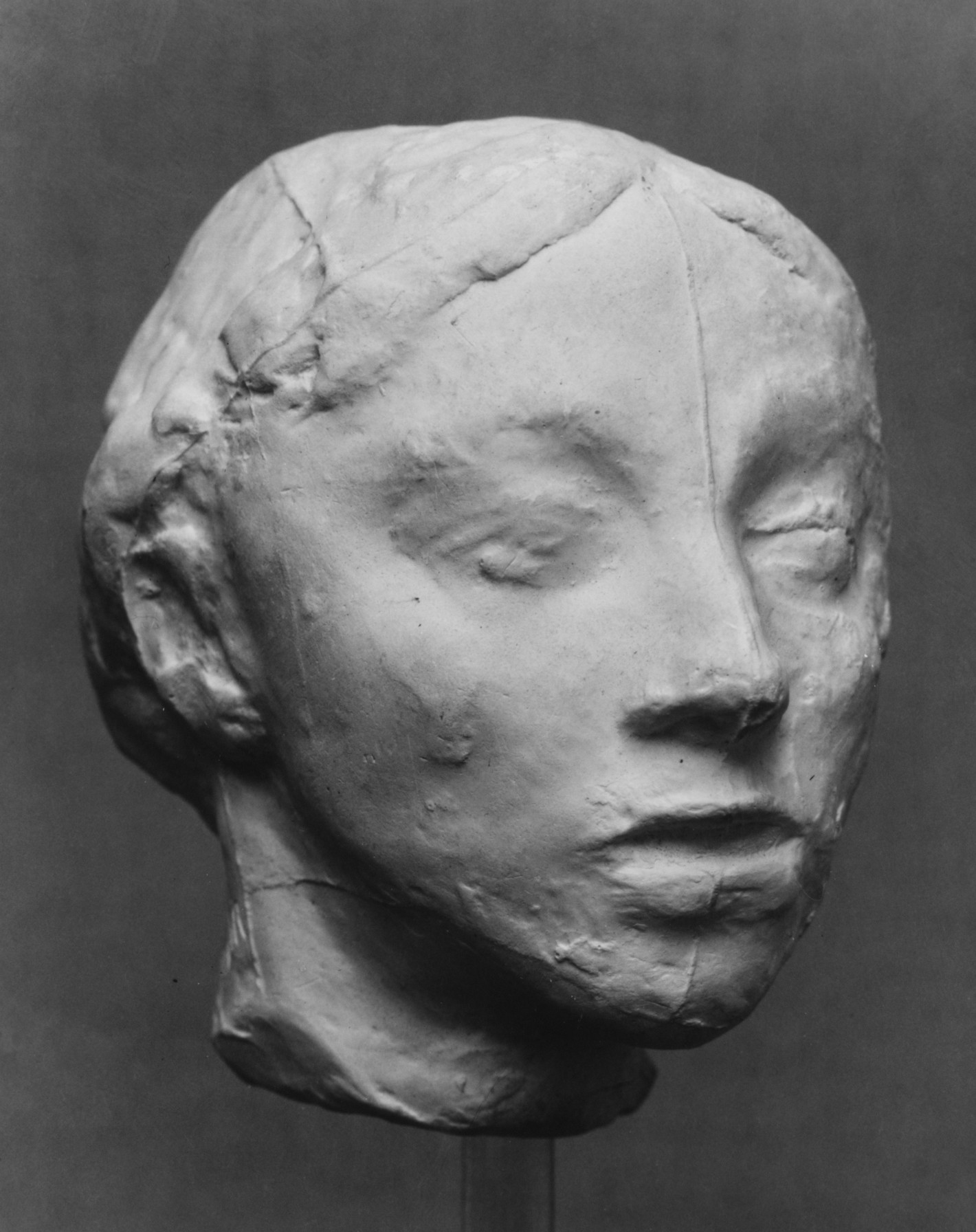
Auguste Rodin, Étude pour une muse (vers 1904), plâtre, New York, Metropolitan Museum of Art.
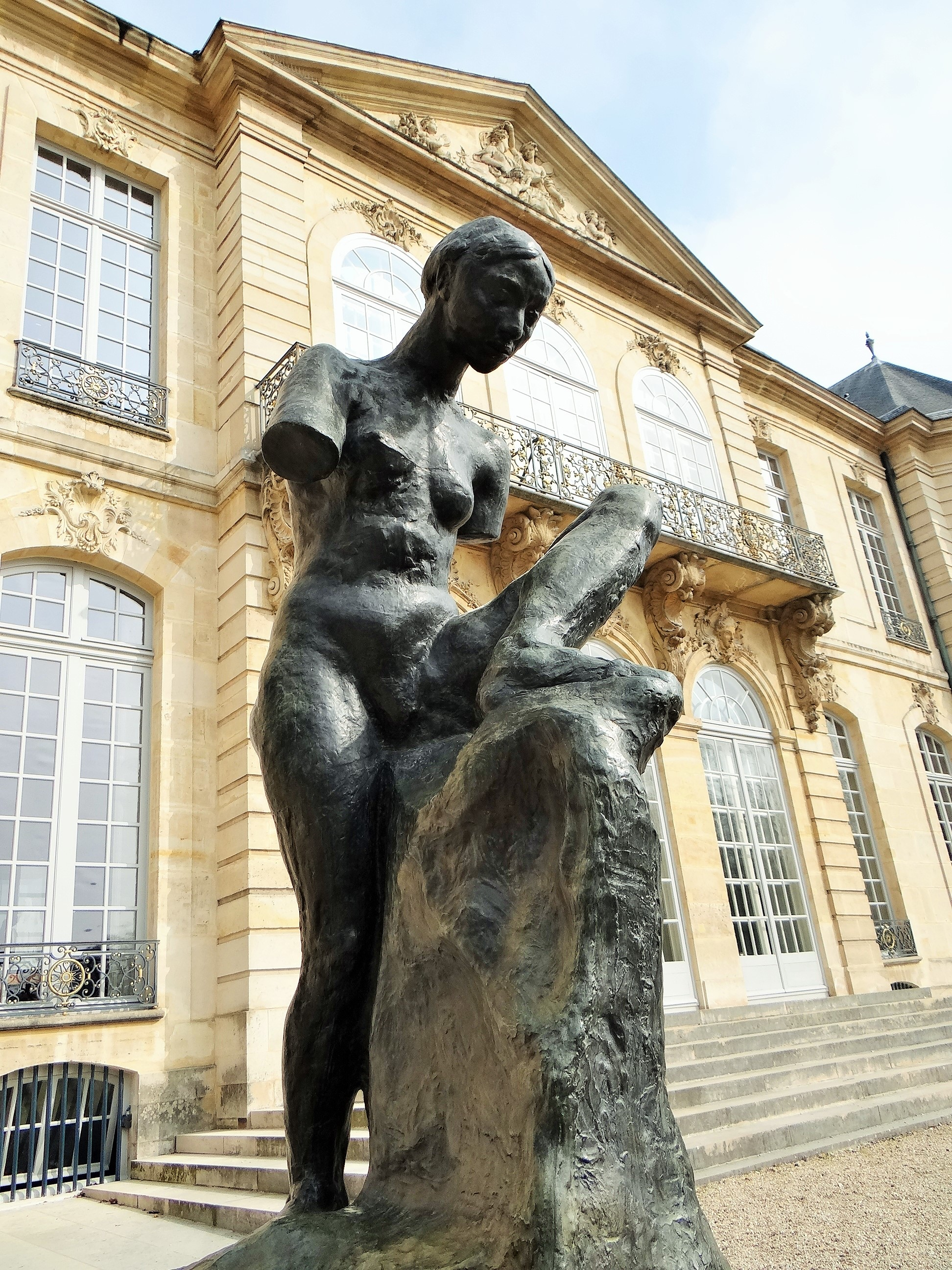
Auguste Rodin, Muse Whistler nue, bras coupés (1908), Paris, musée Rodin.

### Après Rodin
En 1911, Gwen John participe à l'exposition de l'Armory Show à New York, où elle a été sélectionnée par John Quinn, un important collectionneur américain.

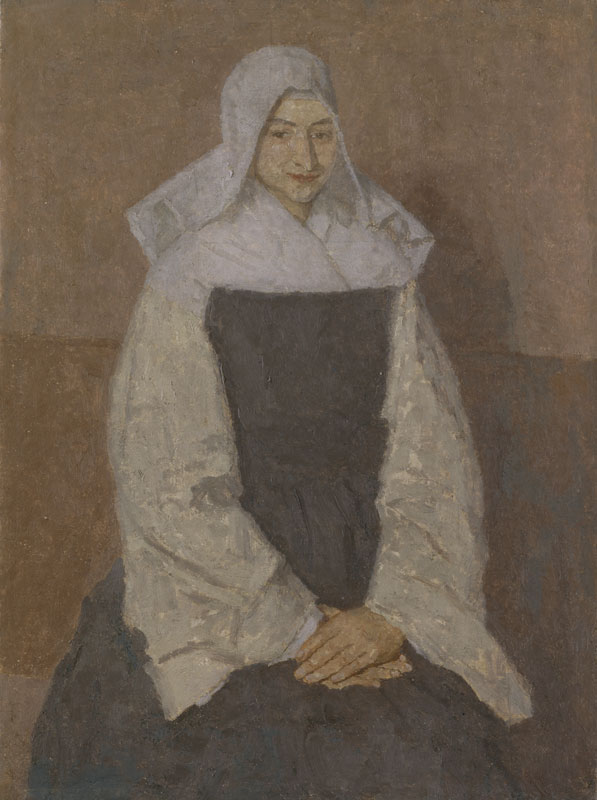
Mère Poussepin (vers 1915-1920), Birmingham, Barber Institute of Fine Arts.

En 1910, elle s'installe à Meudon, rue Terre-Neuve (no 29), non loin de la villa des Brillants, tout en gardant comme atelier son logement parisien de la rue de l'Ouest (no 6). Elle continue à exposer régulièrement ses portraits peints. Elle vit presque recluse et solitaire dans le souvenir de Rodin avec ses chats dont elle a fait nombre de dessins et d'aquarelles.
Elle se convertit au catholicisme en 1913. Elle expose régulièrement au Salon d'Automne et à de nombreux autres salons jusqu'en 1925. Elle s'isole dans une forme de mysticisme accompagnée par les sœurs dominicaines de la Charité de Meudon. En 1926, elle expose à Londres à la New Chenil Galleries. 
Profondément marquée par la mort en 1926 de son ami le poète Rainer Maria Rilke, elle rencontre le philosophe Jacques Maritain et se lie à la belle-sœur de ce dernier, Véra Oumançoff, dont elle devient l'amante. Propriétaire d'un terrain acquis en 1929 à Meudon (8, rue Babie), elle n'aménagera à cette adresse qu'en 1936.
À partir de 1933, il semble qu'elle ait cessé de peindre, sans doute  pour raisons de santé.
Le 10 septembre 1939, elle tente de rejoindre l'Angleterre. Elle est hospitalisée à Dieppe où elle meurt le 18 septembre. Elle y est enterrée dans la fosse commune du cimetière de Janval. En 2015, la Ville de Dieppe y inaugure une plaque commémorative en présence de ses nièces.

## Œuvres dans les collections publiques
- Birmingham, Barber Institute of Fine Arts : Mère Poussepin, vers 1915-1920.
- Londres, National Portrait Gallery : Autoportrait, vers 1900.
- Londres, Tate Britain : A Lady Reading, 1909-1911.